# Szemu’el Kac (polityk)
Szemu’el Kac (hebr.: שמואל כץ, ang.: Shmuel Katz, ur. 9 grudnia 1914 w Johannesburgu, zm. 9 maja 2008 w Tel Awiwie) – izraelski pisarz, dziennikarz, wydawca i polityk, sekretarz Ze’ewa Żabotyńskiego, w latach 1949–1951 poseł do Knesetu z listy Herutu.

## Życiorys
Urodził się jako Samuel Katz 9 grudnia 1914 w Johannesburgu w ówczesnym brytyjskim dominium – Związku Południowej Afryki. Był synem Alexandra i Luby Katzów. W wieku 16 lat przetłumaczył z jidysz na angielski historię Legionu Żydowskiego napisaną przez jednego z jego liderów, Ze’ewa Żabotyńskiego. W 1930 przystąpił do prawicowej syjonistycznej organizacji młodzieżowej Betar, od 1932 był związany z ruchem odnowy kultury hebrajskiej w Johannesburgu, a w latach 1932–1934 należał do kierownictwa młodzieżówki Światowej Organizacji Syjonistycznej w Południowej Afryce. Studiował na uniwersytecie, ale studiów nie ukończył, gdyż w 1936 wyemigrował do Palestyny, gdzie zmienił imię na hebrajskie Szemu’el.
W 1937 został członkiem Irgunu. Został sekretarzem przywódcy i ideologa ugrupowania Ze’ewa Żabotyńskiego. W 1939 na żądanie Żabotyńskiego przeprowadził się do Londynu, gdzie mieszkał w czasie II wojny światowej. Założył reprezentujący syjonizm rewizjonistyczny tygodnik „The Jewish Standard” i był jego redaktorem naczelnym w latach 1939–1941. W latach 1943–1944 był redaktorem brytyjskiej gazety „Daily Express”, w 1945 powrócił do kierowania „The Jewish Standard”. W 1946 powrócił do Palestyny i wszedł do kierownictwa Irgunu jako odpowiedzialny za kampanię informacyjną w Europie. W 1948 brał udział w przygotowaniu transportu broni dla organizacji, która zakończyła się konfrontacją z Siłami Zbrojnymi Izraela (tzw. sprawa Altaleny).
Współpracował z Menachemem Beginem i jak większość kierownictwa Irgunu w 1948 był jednym z założycieli Herutu i członkiem jego komitetu wykonawczego do 1951. W pierwszych wyborach parlamentarnych w Izraelu 1949 dostał się do izraelskiego parlamentu. W Knesecie pierwszej kadencji zasiadał w komisjach: spraw zagranicznych i obrony; budownictwa oraz konstytucyjnej, prawa i sprawiedliwości.
W kolejnych wyborach nie kandydował. Odszedł od czynnej polityki zawiedziony marginalną rolą Herutu w izraelskiej polityce. Poświęcił się założonemu przez siebie wydawnictwu. W 1966 ukazała się jego  książka wspomnieniowa o Irgunie, przez kolejne trzydzieści lat napisał jeszcze kilka książek historycznych i biograficznych. W 1967 był jednym z założycieli i członkiem zarządu Ruchu na rzecz Wielkiego Izraela oraz stałym publicystą w wydawanym przez ruch czasopiśmie „Zot Ha’Aretz”. W 1973 Ruch wraz z Herutem i innymi ugrupowaniami stał się częścią Likudu. Po pierwszych wygranych przez izraelską prawicę wyborach (1977) Kac został doradcą premiera Menachema Begina do spraw polityki informacyjnej. W imieniu premiera spotykał się z wieloma zagranicznymi politykami, w tym z prezydentem Stanów Zjednoczonych Jimmym Carterem, starając się zmienić postrzeganie Begina jako terrorysty i reakcjonisty. W 1978 roku zrezygnował jednak w proteście przeciwko izraelskim ustępstwom, głównie terytorialnym, wobec Egiptu i planom zwrotu Synaju, do których ostatecznie doszło zgodnie z podpisanym we wrześniu 1979 Porozumieniem z Camp David. Pokój z Arabami uważał za iluzoryczny, sprzeciwiał się oddawaniu Ziemi Izraela. W 1978 Kac opuścił również Herut. Mimo to podczas przeprowadzonych w 1979 wyborów przewodniczącego partii, wygranych po raz trzynasty przez Begina, jedyne głosy, których nie dostał premier, otrzymał Kac.
W 1995 napisał biografię Żabotyńskiego – Jabo. Był cenionym pisarzem historycznym, do jego najbardziej znanych publikacji należy także Battleground: Fact and Fantasy in Palestine.
Zmarł w Tel Awiwie 9 maja 2008 w wieku dziewięćdziesięciu trzech lat.

## Życie prywatne
Miał syna Juwala.

## Publikacje
Wszystkie publikacje pierwotnie po hebrajsku, większość doczekała się angielskich tłumaczeń, angielskie tytuły za anglojęzycznymi źródłami:
- 1966: The Day of Flame – Memoirs of an Etzel Man
- 1972: Disputed Land – Reality and Imagination in the Land of Israel
- 1973: Battleground: Fact and Fantasy in Palestine
- 1981: Neither Valor Nor Dignity
- 1995: Jabo
- 1995: The Wild East
- The Aaronsohn Saga
- Days of Fire: The Secret Story of the Making of Israel
- The Hollow Peace
- Days of Fire
- Lone Wolf. A biography of Vladimir (Ze’ev) Jabotinsky
- Battletruth. The World and Israel